# Nea Anchialos nemzeti repülőtér
A Nea Anchialos nemzeti repülőtér (görög nyelven: Κρατικός Αερολιμένας Νέας Αγχιάλου) (IATA: VOL, ICAO: LGBL) Görögország egyik nemzetközi repülőtere, amely Vólosz közelében található. A repülőtér csak nemzetközi szezonális járatokat fogad. Éves utasforgalma 45 244 fő (2022).

## Futópályák
A repülőtér futópályái:
- 08/26 (2759 m, 45 m, aszfaltbeton)

## Forgalom
Az utasforgalom az elmúlt években az alábbi módon változott:
| Utasok száma | 70 079 | 65 485 | 34 691 | 22 080 | 30 565 | 41 345 | 51 839 | 13 325 | 17 646 | 45 244 |
|              | 2013   | 2014   | 2015   | 2016   | 2017   | 2018   | 2019   | 2020   | 2021   | 2022   |

## Légitársaságok és úticélok
2025-ben a Nea Anchialos nemzeti repülőtérről az alábbi járatok indulnak (Utoljára frissítve: 2025-02-9):
| Légitársaság      | Célállomások                                   |
| ----------------- | ---------------------------------------------- |
| Austrian Airlines | Szezonális: Bécs                               |
| Eurowings         | Szezonális: Düsseldorf                         |
| Ryanair           | Szezonális: Charleroi (kezdődik 2025 május 5.) |
| Sky Express       | Szezonális: Heraklion                          |